# Cryptocentrus koumansi
Cryptocentrus koumansi és una espècie de peix de la família dels gòbids i de l'ordre dels perciformes.

## Morfologia
Els mascles poden assolir els 4,5 cm de longitud total.

## Distribució geogràfica
Es troba des de Fidji fins a les Illes Yaeyama, el nord de la Gran Barrera de Corall i les Illes Mariannes (Micronèsia).